# Sam Zurick

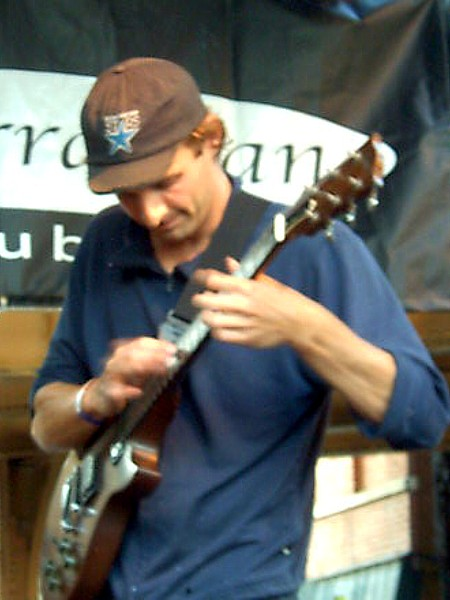
Sam Zurick 2006

Sam Zurick (* 13. November 1975 in Chicago, Illinois) ist ein US-amerikanischer Emo-Indie-Rock-Musiker, der bei zahlreichen Bandprojekten mitwirkt, aber auch eigene Soloprojekte verfolgt.

## Werdegang
Als Jugendlicher war Sam Zurick bereits Mitglied von Cap’n Jazz, einer Emo-Band, aus der einige spätere Musikgrößen der Szene hervorgingen wie z. B. die Brüder Tim Kinsella und Mike Kinsella, Davey von Bohlen und Victor Villarreal. Nachdem sich 1995 Cap’n Jazz aufgelöst hatte, gründete Sam Zurick gemeinsam mit Jeremy Boylek, Erik Bocek, Tim und Mike Kinsella die Band Joan of Arc, die in wechselnder Besetzung bis heute immer wieder Alben veröffentlicht.
1999 verließ Sam Zurick Joan of Arc, um zusammen mit Victor Villarreal, Erik Bocek und Scott Shellhammer die Instrumental-Band Ghosts and Vodka zu gründen. 2001 versuchten Tim und Mike Kinsella eine Wiederbelebung der ursprünglichen Cap’n Jazz-Formation unter dem neuen Bandnamen Owls. Villarreal und Zurick verließen daraufhin Ghosts and Vodka und stiegen bei Owls mit ein. 2001 wurde ein Longplayer herausgebracht. Nach der Auflösung dieser Formation 2002 nahm Zurick mit zahlreichen anderen Musikern unter dem Namen Friend/Enemy ein Album auf.
2002 und 2003 spielte Sam Zurick wieder bei zwei Joan of Arc-Alben mit und veröffentlichte ein Soloalbum. 2003 ging Zurick mit Tim Kinsella, Bobby Burg und Nate Kinsella als Joan of Arc 2003 auf Tournee. Nach Ende der Tour wurde beschlossen, gemeinsam neues Songmaterial mit einem aggressiveren Stil aufzunehmen. Um dieses Unternehmen von Joan of Arc abzugrenzen, erhielt es einen eigenen Namen, Make Believe, unter dem bis heute immer wieder Alben veröffentlicht werden. Zurick war auch bei der Chicagoer Super-Band Everyoned beteiligt. Seit 2004 spielt er regelmäßig bei Love of Everything, der Band von Bobby Burg. 2007 brachte Zurick wieder ein Soloalbum heraus.

## Bands und Projekte
- 1989 – 1995 Cap’n Jazz
- 1995 – heute Joan of Arc
- 1998 – 2001 Ghosts and Vodka
- 2001 – 2002 Owls
- 2002 Friend/Enemy
- 2003 – heute Make Believe
- 2004 Everyoned
- 2004 – heute Love of Everything

## Diskografie
- 2011: Presents: The Joan of Arc Lightbox Orchestra − Joan of Arc
- 2011: Oh Brother − Joan of Arc
- 2011: Kangaroo Trick EP – Love of Everything
- 2010: Meaningful Work − Joan of Arc
- 2010: Make Believe EP − Make Believe
- 2010: Don't Mind Control − Joan of Arc
- 2008: Boo Human − Joan of Arc
- 2008: Goin' to the Bone Church − Make Believe
- 2007: Many Times I've Mistaken 7" − Joan of Arc
- 2007: Cock Uh Doodle Doo − Sam Zurick
- 2006: Of Course − Make Believe
- 2006: Eventually, All At Once − Joan of Arc
- 2006: The Intelligent Design Of − Joan of Arc
- 2006: Superior Mold And Die − Love of Everything
- 2005: What Matters Most Compilation – Joan of Arc
- 2005: Shock Of Being − Make Believe
- 2005: Presents Guitar Duets − Joan of Arc
- 2005: Sub Rosa Compilation – Make Believe
- 2005: The Association Of Utopian Hologram Swallowers Compilation – Sam Zurick
- 2005: Limited Edition 12" − Make Believe
- 2005: One Bright Sunny Morning − Make Believe
- 2004: Pink 7" − Make Believe
- 2004: Handjob Community − Love of Everything
- 2004: Joan of Arc, Dick Cheney, Mark Twain − Joan of Arc
- 2004: Indie Workshop Compilation – Make Believe
- 2004: Bundini Brown Split LP – Joan of Arc
- 2004: Make Believe EP – Make Believe
- 2004: Metaphysics for Beginners Compilation – Make Believe
- 2004: Live in Münster 2003 − Joan of Arc
- 2004: Everyoned − Everyoned
- 2004: Rabbit Rabbit Split EP – Joan of Arc
- 2003: Addicts And Drunks − Ghosts and Vodka
- 2003: In Rape Fantasy and Terror Sex We Trust − Joan of Arc
- 2003: So Much Staying Alive and Lovelessness − Joan of Arc
- 2003: Flower Power? − Sam Zurick
- 2003: Chicago Punk Refined Compilation − Owls
- 2002: 10 Songs − Friend/Enemy
- 2001: Owls − Owls
- 2001: Precious Blood − Ghosts and Vodka
- 1999: La Foresta Della Morte − Joan of Arc
- 1999: Momento Mori − Ghosts and Vodka
- 1998: How Memory Works − Joan of Arc
- 1998: Analphabetapolothology − Cap’n Jazz
- 1997: A Portable Model Of − Joan of Arc
- 1996: Busy Bus, Sunny Sun 7" − Joan of Arc
- 1996: Method and Sentiment 7" − Joan of Arc